# Bartolomé Mitre
Bartolomé Mitre Martínez (Buenos Aires, 26 giugno 1821 – Buenos Aires, 19 gennaio 1906) è stato un politico, militare e scrittore argentino, Presidente dell'Argentina dal 12 aprile 1862 al 12 ottobre 1868.
Ha tradotto la Divina Commedia di Dante Alighieri in lingua spagnola. Ha tradotto anche l'Eneide di Virgilio.

## Biografia

### Gioventù
Nato da una famiglia di origine albanese, provenienti dalla città di Himara, Mitre trascorse parte della sua giovinezza tra Buenos Aires e Carmen de Patagones, dove il padre, unitario, ricopriva l'incarico di tesoriere. A quattordici anni venne impiegato per un breve tempo in una delle proprietà del fratello del dittatore Juan Manuel de Rosas. Nel 1831 con la famiglia, apertamente antirosista, lasciò l'Argentina alla volta di Montevideo. Successivamente s'iscrisse alla scuola militare arruolandosi poi nell'artiglieria dell'esercito locale. Una volta scoppiata la guerra civile uruguaiana, Mitre si arruolò nelle file dei colorados, storici alleati degli unitarios argentini, prendendo parte alla battaglia di Cagancha nell'ottobre 1839. In questi stessi anni, accanto alla carriera militare, egli iniziò anche ad esercitare la professione di giornalista, scrivendo su alcuni periodici uruguaiani tra cui El Iniciador. Dopo la sconfitta di Arroyo Seco del 1842, Mitre prese parte alla difesa di Montevideo, occasione in cui conobbe Giuseppe Garibaldi.
Lasciato l'Uruguay per dei contrasti con il caudillo colorado Fructuoso Rivera, raggiunse la Bolivia mettendosi poi servizio del presidente José Ballivián come capo di Stato Maggiore. Nella nazione andina Mitre si distinse per i suoi servigi militari guadagnandosi riconoscimenti ed onorificenze. Dopo la caduta di Ballivián fu espulso una prima volta dalla Bolivia. Rientrato, Mitre fu deportato in Perù per ordine del nuovo capo di Stato boliviano Manuel Isidoro Belzu. Le autorità di Lima a loro volta lo allontanarono immediatamente costringendolo a riparare in Cile. Qui venne assunto dal connazionale Juan Bautista Alberdi nella redazione de El Comercio di Valparaíso. Successivamente Mitre lavorò come giornalista al El Progreso, un periodico cileno di proprietà di Domingo Faustino Sarmiento. Diventato proprietario di quest'ultima testata, iniziò a ritagliarsi uno spazio come opinionista nella vita politica del paese sudamericano. Nel 1851 fu però espulso dal Cile per l'appoggio fornito agli oppositori liberali del presidente del eletto Manuel Montt. 

### Mitre nella Buenos Aires secessionista

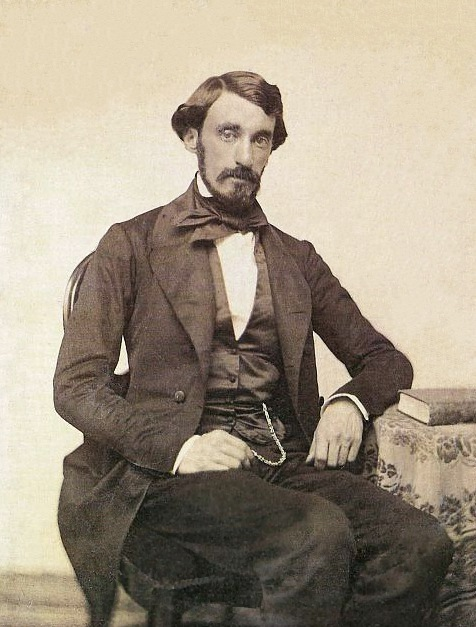
Bartolomé Mitre nel 1854.

Nel 1852 Mitre ritornò a Montevideo per arruolarsi nell'Esercito Grande antirosista guidato dal caudillo entrerriano Justo José de Urquiza. Dopo la battaglia di Caseros e la caduta di Rosas, fu nominato deputato della provincia di Buenos Aires emergendo come uno degli esponenti più in vista degli unitarios locali. Fermamente contrario all'accordo di San Nicolás a al progetto costituzionale federale, Mitre, convinto assertore della supremazia della capitale sul resto del paese, divenne il più acceso avversario dei federales di Urquiza. 
Espulso dalla capitale argentina per ordine dello stesso Urquiza, Mitre promosse allora una rivoluzione che, l'11 settembre 1852, rese de facto la provincia bonaerense uno stato indipendente dal resto della Confederazione Argentina. Subito dopo egli riassunse la carica di deputato della provincia e fu nominato capo della milizia locale. In risposta a questo colpo di mano, i federales cinsero d'assedio la capitale argentina. In quest'occasione, durante una ricognizione delle linee nemiche, rimase gravemente ferito alla fronte da un proiettile che lo sfigurò permanentemente. Nominato ministro degli Esteri dal governatore bonaerense Valentín Alsina, Mitre iniziò a stendere il suo progetto politico, ovvero quello di un'Argentina unita sotto il predominio economico e culturale di Buenos Aires. Nel 1855, in quanto Ministro della Guerra e della Marina, guidò una fallimentare spedizione militare contro i nativi nel sud della provincia. Nel gennaio dell'anno seguente invece, fece sconfinare uno squadrone di militari nel territorio della Confederazione Argentina riaccendendo i contrasti tra Buenos Aires e Paraná. Il crescendo di tensione culminò nell'ottobre 1859, con la sconfitta di Cepeda, dove le truppe bonaerensi, guidate dallo stesso Mitre, vennero duramente sconfitte dall'esercito di Urquiza. Poco dopo lo stesso Mitre fu costretto a firmare il patto di San José de Flores, con il quale Buenos Aires rientrava nella Confederazione, pur mantenendo alcuni privilegi.
Nonostante la sconfitta, egli conservò la sua popolarità e fu nominato governatore della provincia di Buenos Aires. Negli anni seguenti Mitre non rispettò gli accordi pattuiti e anzi, diede il via al rafforzamento dell'esercito bonaerense e strinse una serie di alleanze con alcune province dell'interno mettendo così in dubbio la leadership del presidente Santiago Derqui, nel frattempo succeduto ad Urquiza. Il nuovo scontro tra unitarios e federales ebbe il suo culmine nella battaglia di Pavón del 17 settembre 1861, dove le truppe di Buenos Aires riportarono un insperato successo. Grazie a questa vittoria, che segnò la fine del dominio federale, Mitre riuscì a conquistare il potere nazionale dando il via ad un definitivo consolidamento dell'unità territoriale dell'Argentina sotto l'egemonia della capitale. In quanto unico candidato presentatosi alle presidenziali dell'agosto-settembre 1862, fu eletto primo presidente dell'Argentina.

### Il mandato presidenziale

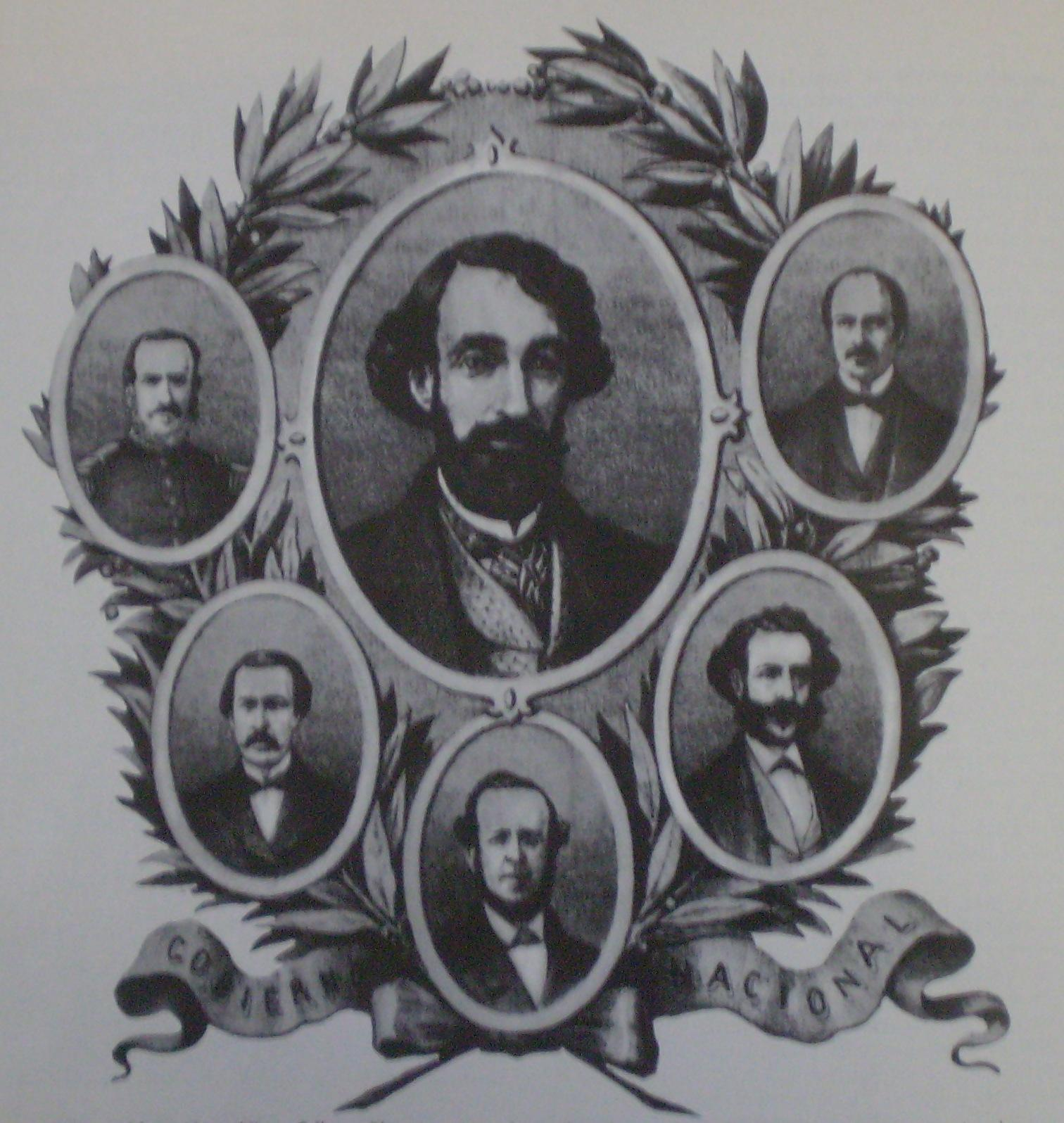
Mitre con i ministri del suo governo.

Durante i primi anni del suo mandato presidenziale Mitre applicò il suo programma per riunificare un paese lungamente diviso da decenni di guerra civile e privo di una struttura statale vera e propria. Per assoggettare tutte quelle province dell'interno dove i federales continuavano ad avere un importante seguito, il neopresidente scatenò loro contro il cosiddetto processo di pacificazione, che altro non era che una vera e propria campagna militare ideata del governatore di San Juan Domingo Faustino Sarmiento. Nel corso di quest'offensiva, le truppe di Buenos Aires, guidate dai colonnelli Venancio Flores e Wenceslao Paunero, misero a ferro e a fuoco le roccaforti federali abbandonandosi a violenze e saccheggi contro la popolazione civile. Nel 1863 Catamarca, Córdoba, La Rioja, Mendoza e San Luis si sollevarono contro la politica centralista di Mitre e la repressione dell'esercito. La risposta del governo fu nuovamente una nuova ondata di violenze che portò all'assassinio del caudillo federale Ángel Vicente Peñaloza. Per meglio controllare l'interno vennero infine posti al governo delle province dei governatori unitarios. Allo stesso tempo Mitre realizzò alcune riforme volte ad unificare un paese ancora diviso creando una serie di istituzioni nazionali. Fu così creato il sistema giudiziario federale, fu autorizzata la redazione di un codice civile e di un codice di commercio, fu implementata l'educazione secondaria con la fondazione di collegi ed infine venne finanziato e rafforzato l'esercito. Per sviluppare la debole economia nazionale venne favorita l'espansione della rete ferroviaria e fu incentivata l'immigrazione dall'Europa. 
In politica estera, il presidente argentino impegnò l'Argentina, alleata del Brasile e dell'Uruguay, in una sanguinosa guerra contro il Paraguay, governato allora dal dittatore Francisco Solano López. Durante il conflitto Mitre si recò al fronte per guidare personalmente le truppe. Pertanto i poteri presidenziali vennero ceduti protempore al suo vice Marcos Paz. Le altissime perdite e la mala gestione delle operazioni belliche resero estremamente impopolare nell'opinione pubblica argentina la partecipazione del Paese al conflitto. Nel novembre 1866 un reparto di militari di Mendoza diretto al fronte si ammutinò; questo fatto scatenò una nuova rivolta federale. Vennero rovesciati i governatori unitarios di La Rioja, Mendoza, San Juan e San Luis. Mitre allora rientrò dal Paraguay e con alcuni reggimenti soffocò la rivolta. Nel gennaio 1868, in seguito alla morte del suo vice Paz, Mitre dovette rientrare a Buenos Aires e riassumere il potere presidenziale.

### Gli ultimi anni

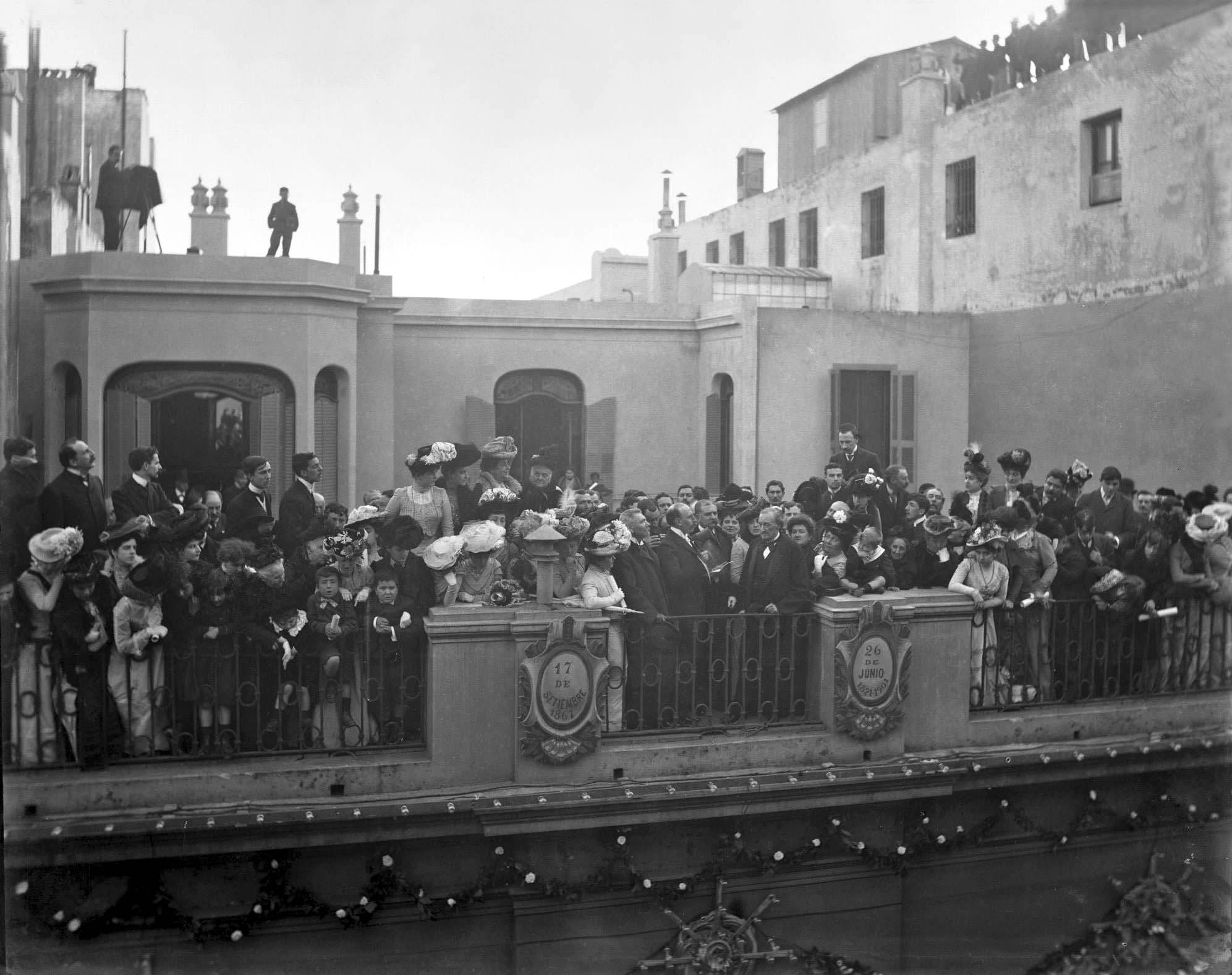
Mitre festeggiato sul terrazzo di casa sua il giorno del suo ottantesimo compleanno.

Scaduto il suo mandato il 12 ottobre 1868, Mitre si dedicò al giornalismo e fondando il quotidiano La Nación nel 1870. Ricandidatosi alla presidenza alle elezioni del 1874, venne sconfitto da Nicolás Avellaneda, candidato del Partito Autonomista Nazionale. A fronte dei palesi brogli elettorali, Mitre capeggiò un'insurrezione contro il presidente neoeletto venendo rapidamente sopraffatto dall'intervento dell'esercito. Arrestato, fu spogliato delle sue cariche ed esiliato. Amnistiato dal presidente Avellaneda, fu designato come diplomatico in Brasile. 
Schieratosi con gli oppositori degli autonomisti, nel 1890 appoggiò al movimento che fece cadere il presidente Miguel Juárez Celmán. Nello stesso anno si recò in Europa facendo tappa a Genova, dove incontrò Stefano Canzio e Teresita Garibaldi, a Parigi, dove fu trionfalmente accolto e infine in Spagna. Ritiratosi a vita privata, morì il 19 gennaio 1906, a 84 anni. Fu sepolto nel cimitero della Recoleta.

## Opere
- Historia de Belgrano y de la indipendencia argentina, Buenos Aires: Imprenta de Mayo 1857-1858.
- Instrucción práctica de artillería, Buenos Aires: Imprenta del Comercio del Plata, 1861.
- Estudios históricos sobre la Revolución Argentina: Belgrano y Güemes, Buenos Aires: Imprenta del Comercio del Plata, 1864.
- Las cuentas del Gran Capitán: (en el centenario de San Martín), Buenos Aires: Imprenta de La Nación, 1878.
- Centenario de Rivadavia : oración pronunciada en la Plaza de la Victoria de Buenos Aires el día, Buenos Aires: Imprenta de Obras de La Nación, 1880.
- Ollantay : estudio sobre el drama quechua, Buenos Aires: Imprenta y Librería de Mayo, 1881.
- Nuevas comprobaciones históricas a propósito de historia argentina, Buenos Aires: Carlos Casavalle, Editor; Imprenta y Librería de Mayo, 1882.
- Historia de San Martín y de la emancipación sudamericana, Buenos Aires: Imprenta de "La Nación", 1887-1888.
- El Infierno de La divina comedia (traduzione di Bartolomé Mitre), Buenos Aires: Imprenta de la Nación, 1889.

## Riconoscimenti
Pochi mesi dopo la sua morte, la sua casa nel centro di Buenos Aires fu acquistata dallo Stato e trasformata in un museo dedicato alla vita dell'ex presidente argentino. Al suo interno è ospitata anche la grande Biblioteca Americana, composta da oltre 60 000 volumi, saggi e articoli di giornale. Il Museo Mitre fu dichiarato Monumento Nazionale nel 1942.
Numerose città e villaggi dell'Argentina possiedono una strada o una piazza dedicate a Mitre. Una delle principali arterie stradali del centro di Buenos Aires, precedentemente chiamata Piedad, fu ribattezza con il suo nome. Anche il barrio di Villa General Mitre, così come parte della rete ferroviaria delle province di Buenos Aires, Santa Fe, Córdoba, Santiago del Estero e Tucumán, sono intitolati alla memoria del presidente argentino.
L'effige di Bartolomé Mitre compare nella banconota da 2 pesos. Una delle squadre di Santiago del Estero, il Club Atlético Mitre, fondato nel 1907, fu così chiamato in omaggio al presidente argentino.